# Лаба
Лаба (чеш. Labe), Елба или Вуобјо (глсрп. Łobjo и длсрп. Łobjo), је једна од највећих средњоевропских река. Извире у Чешкој. Дуга је 1.094 km (680 mi). Слив реке се својим највећим делом простире у Немачкој (65,5%), затим у Чешкој (33,7%), а веома малим делом у Аустрији (0,6%) и Пољској (0,2%). Улива се у Северно море код Куксхавена, близу улаза у Килски канал.

## Етимологија
Име реци су можда дали Келти који су њене воде запосели у старом веку. Келтско слово (можда 'elb') значило је напросто велика река и јавља се у много река у Шведској и према неким изворима има исходиште у индоевропским језицима у значењу бели и светао или чист . а у многим античким праменима се река назива „Албис“ са значењем бели, светао, чист. Чешко име је одвођено вероватно од германског „Алба“ . и једино је име реке које није женског рода.
Захваљујући Келтима је Влтаваref>Šmilauer, Vladimír (1946). „O jménech našich řek” [Names of our rivers]. Naše řeč (на језику: чешки). Institute of the Czech Language. 30 (9–10): 161—165. ISSN 0027-8203.</ref> сматрана за притоку Елбе а не супротно.

## Курс

### У Чешкој Републици
Елба (Лаба) се настаје на обронцима планине Виолик на надморској висини од 1.386 m (4.547 ft) у Дивовским планинама на северозападној граници Чешке. Од бројних малих потока чије воде сачињавају младу реку, најважнији је Биле Лаба, или Бела Лаба. Након што се спусти низ 30 m (98 ft) водопада Лабе, овај поток се уједињује са стрмо бујичном Малом Лабом, а затим уједињени ток Лабе наставља пут југа, избијајући из планинских долина у Јаромержу, где прима Упу и Метује.
Овде Лаба улази у огромну долину по имену Полаби (што значи „земља уз Лабу”), и наставља на југ кроз Храдец Кралове (где се Орлица улива), а затим до Пардубица, где нагло скреће на запад. Код Колина, неких 43 km (27 mi) даље, постепено се савија према северозападу. Код селс Карани, мало изнад Брандиса на Лаби, улази Јизера.
У Мелнику њен ток је више него удвостручен Влтавом, главном реком која вијуга на север кроз Бохемију. Узводно од ушћа, Влтава је заправо много дужа (434 km (270 mi) наспрам 294 km (183 mi) од Лабе до сада), и има већи проток и већи слив. Ипак, из историјских разлога, река је задржала име Лаба, и зато што на месту ушћа управо Лаба тече кроз главну, ширу долину, док се Влтава улива у долину да би се срела са Елбом под скоро правим углом, и тако изгледа као приточна река.
Нешто ниже, у Литомјержици, воде Елбе су обојене црвенкастим Охреом. Овако увећана и набујала у ток ширине 140 m (460 ft), Лаба просеца пут кроз базалтну масу Ческе Стредохори, пробијајући се кроз живописну, дубоку, уску и закривљену стеновиту клисуру.

### У Немачкој
Убрзо након што је пређе чешко-немачку границу и прође кроз пешчарске удубине планине Елбског пешчара, ток поприма северозападни правац, који у целини задржава право до Северног мора.
Река пролази кроз Дрезден и коначно, иза Мајсена, улази на своје дуго путовање преко Севернонемачке низије пролазећи дуж некадашње западне границе Источне Немачке, додирујући на путу Торгау, Витенберг, Десау, Магдебург, Витенберг и Хамбург, и прихватајући воде Мулде и Сале са запада, и оне из Шварце Елстера, Хавела и Елде са истока. У свом северном делу обе обале Лабе карактеришу равне, веома плодне мочваре (Лабске мочваре), некадашње поплавне равнице Лабе које су сада преграђене насипима.
У Магдебургу постоји вијадукт, Магдебуршки водени мост, који води канал и његов бродски саобраћај преко Елбе и њених обала, омогућавајући бродском саобраћају да несметано пролази испод њега.

## Навигација
Лаба је одувек била пловна за комерцијалне бродове, и пружа важне трговинске везе чак до Прага. Река је повезана каналима (Латерални канал Лабе, Канал Лаба-Хавел, Мителандканал) са индустријским подручјима Немачке и Берлином. Канал Лаба-Либек повезује Лабу са Балтичким морем, као и Килски канал, чији је западни улаз близу ушћа Лабе. Бродски канал Лаба-Везер повезује Лабу са Везером.
Версајским уговором пловидба на Лаби постала је предмет Међународне комисије за Лабу, са седиштем у Дрездену. Статут комисије потписан је у Дрездену 22. фебруара 1922. године. Сходно члановима 363 и 364 Версајског уговора, Чехословачка је имала право да закупи сопствени лучки басен Молдаухафен у Хамбургу. Уговор о закупу са Немачком, под надзором Уједињеног Краљевства, потписан је 14. фебруара 1929. године, а завршава се 2028. Од 1993. Чешка Република има бивши чехословачки правни положај.
Пре поновног уједињења Немачке, пловни саобраћај у западној Немачкој био је отежан чињеницом да је унутрашња пловидба до Хамбурга морала да пролази кроз Немачку Демократску Републику. Лаба-Сеитенканал (Латерални канал Лабе) изграђен је између западнонемачког дела Мителанд канала и Доње Лабе да би се обновила ова веза. Када су се две нације поново ујединиле, почели су радови на побољшању и обнављању првобитних веза: Магдебуршки водени мост сада омогућава великим баржама да пређу Лабу без уласка у реку. Често низак водостај Лабе више не омета пловидбу до Берлина.